# Colastes effectus
Colastes effectus är en stekelart som först beskrevs av Papp 1972.  Colastes effectus ingår i släktet Colastes och familjen bracksteklar. Inga underarter finns listade i Catalogue of Life.